# Grekiska kolgrillsbaren
Grekiska kolgrillsbaren är en svensk restaurangkedja med inriktning inom grekisk mat med touch av Sverige som startades av de tre bröderna Yalcin (Musa, Nezir och Zeki).
Den första restaurangen öppnades i Södertälje år 1995 och år 2002 började man med franchise. Idag har restaurangkedjan 27 restauranger. Utbredningen är koncentrerad till Mälardalen, men kedjan finns även i Skåne & Norrland.